# 細井家資料館
細井家資料館（ほそいけしりょうかん）は福島県南会津郡南会津町にかつてあった博物館。

## 概要
かつて細井家の蔵を転用した展示施設で漆工品、郵便資料、如活禅師遺品及び資料などを公開していた博物館である。郵便資料などは閉館後の2011年に南会津町へ寄贈された。町では町立の奥会津博物館に常設の細井家コーナーを設けて、寄贈された資料の展示している。
細井家は、江戸時代後期に名主を務めつつ、酒造業・漆器業・金融業を営んで栄えた素封家として知られている。1872年（明治5年）には郵便局を開設しており、郵便資料207点が1983年（昭和58年）に南会津町の重要有形民俗文化財に指定されている。また、細井家に伝わる漆器類は、江戸時代から明治期にかけてのもので、1984年（昭和59年）に南会津町指定重要文化財（美術工芸品）に指定されている。さらに1998年（平成10年）には、主屋など8棟の建物が国の登録有形文化財に登録されている。

## 文化財

### 南会津町指定文化財[2][3]
如活禅師遺品及び資料一括　　南会津町指定重要有形民俗文化財  昭和58年（1983年）5月1日指定
細井家の祖、郭了・おせきは如活禅師に師事し、如活も近所に庵を結んだり、旅の途次に泊まっている。遺品遺墨は没後おせきの手によってまとめられ、保存された。大別すると、遺品（法衣類・法具類・経典類・文具類）、遺墨（筆跡・医学関係）、その他関係資料（書簡・追慕状・一代記（仮称）・百年忌資料）がある。
細井家郵便資料一括　南会津町指定重要有形民俗文化財　昭和59年（1984年）3月3日指定
細井家は、明治5年7月（1872年）から全国的に郵便制度が施行されたことに伴い、同年9月に郵便御用取扱所として開設され現在に至っている。明治5年（1872年）の郵便取扱業務を定めた「郵便規則」や、明治7年3月（1874年）の駅逓頭前島密からの「局長手当の辞令」をはじめ、207点に及ぶ郵便関係資料が保存されている。また、明治25年（1892年）、小包郵便法が施行され、10月1日より小包郵便取扱が開始された。明治29年11月（1896年）に田島～静川～山口間に小包線路が開設され、明治33年7月（1900年）静川局（細井家）に於いても国内小包郵便事務取扱が開始された。明治33年6月（1900年）、静川～喰丸間にも小包路線が開設され、小包郵便の量も次第に増加していった。静川～山口間、静川～喰丸間の逓送は全国難儀を極め、「静川事務概要報告表」にも詳しく記され、これらの資料も多く残されている。
細井家漆工品一括　南会津町指定重要文化財（美術工芸品）　昭和59年（1984年）3月3日指定
細井家には延享2年（1745年）作と言われているものから、明治時代（1869年～1911年）のものまでの漆器類が保存されている。会津若松や喜多方で産した漆器を会津塗と呼び、古い会津塗の現存品は、仏教工芸品や武具などに見られる漆下地と、椀や重箱などの日用品に見られる渋下地とがある。塗りも朱や黒、青光等の彩漆が用いられ、加飾法も花鳥類を彩漆で描いた漆絵や会津絵と呼ばれている金箔を押して漆絵で文様を描いた物、錆で文様を描いた錆絵などがある。蒔絵は寛政4年に、金粉、金箔の製法は寛政8年に京より人を招いて技法を伝えている。保管されている漆器類は、椀が160組、膳が60膳、弁当箱が一組、大杯二組あり、中でも鶴の図七つ組杯は田島地方に保存されている唯一のものであり、会津漆器の資料として代表的なものである。

### 国の登録有形文化財[4]
細井家住宅主屋（ほそいけじゅうたくしゅおく）
江戸時代万延2年（1861年）の建築で、木造平屋建、茅葺（現在は鉄板葺）、建築面積246㎡。前後に中門（ちゅうもん）のついた曲屋であったが、昭和30年代前後に中門を取り除き直屋（すごや）に改築され、土間側に馬屋中門が取り付いていた。開放的な外観、部屋境に差鴨居を多用すること、軒が比較的に低いこと等に時代の特徴があらわれている。登録基準：国土の歴史的景観に寄与しているもの。登録番号：07-0013。
細井家住宅持仏堂（ほそいけじゅうたくじぶつどう）
江戸時代天保11年（1840年）の建築で、土蔵造平屋建、鉄板葺、建築面積27㎡ 。如活禅師が滞在した庵をその百年忌に改築し持仏堂にしたものと伝える。如活禅師ゆかりの建物として広く知られている。土蔵造で内部に造作をつくる構えは一般の蔵座敷のつくりと同様である。登録基準：国土の歴史的景観に寄与しているもの。登録番号：07-0014。
細井家住宅西の蔵（ほそいけじゅうたくにしのくら）
江戸時代文政年間（1818年-1830年）の建築で、土蔵造2階建鉄板葺、建築面積69㎡。主屋南西に建つ平入土蔵。持仏堂・蔵座敷が南北に隣接し、東面に持仏堂・蔵座敷に通じる蔵前をとり、蔵前を含み全体に覆屋をかける。当家が漆器業を営んだ時に漆器の塗り蔵として使用したもので、この地方における大規模農家の生業の様子を示す建物である。登録基準：造形の規範となっているもの。登録番号：07-0015。
細井家住宅蔵座敷（ほそいけじゅうたくくらざしき）
江戸時代文政年間（1818年-1830年）の建築で、土蔵造2階建、鉄板葺、建築面積73㎡。主屋の西に廊下を介して建つ。土蔵造2階建で、隠居所だったと伝える。1・2階ともに畳を敷き内部の造作を透漆塗とするが、意匠は主屋座敷よりも簡素である。比較的に古い蔵座敷のひとつで，江戸時代における当地方の上層農家の生活を物語る建物である。登録基準：造形の規範となっているもの。登録番号：07-0016。
細井家住宅文庫蔵（ほそいけじゅうたくぶんこぐら）
江戸時代文政年間（1818年-1830年）の建築で、土蔵造2階建，鉄板葺，建築面積54㎡。主屋の後方西寄りに建つ。置屋根形式の2階建土蔵で、腰に下見板を張る。小規模ながら棟通りに柱を立てる点が珍しい。内部壁面を羽目板とすることから、当初から貴重品を入れる蔵として建てられたことがわかる。大規模農家の屋敷構えの貴重な構成要素である。登録基準：国土の歴史的景観に寄与しているもの。登録番号：07-0017。
細井家住宅酒蔵（ほそいけじゅうたくさかぐら）
江戸時代末期（1830年-1867年）の建築で、土蔵造2階建、鉄板葺、建築面積93㎡。主屋の北東に建つ妻入の土蔵。当家が正式に酒造業を営み始めた寛政2年（1790年）を大きく降らない頃の建築と考えられる。江戸時代後期以降には有力な大規模農家が様々な業務を展開するようになるが、その様子を物語る建物のひとつである。登録基準：造形の規範となっているもの。登録番号：07-0018。
細井家住宅郵便局舎（ほそいけじゅうたくゆうびんきょくしゃ）
昭和9年（1934年）改造の建築で、土蔵造2階建、鉄板葺、建築面積93㎡。南面する敷地の道沿いに建つ。土蔵を改造して郵便局舎に転用したと伝え、現在は蔦で覆われているが、道路に面した入口や縦長の窓がその様子を伝えている。町の郵便局として広く親しまれた建物で、昭和40年（1965年）に業務をやめたが、現在は関係資料を展示している。登録基準：国土の歴史的景観に寄与しているもの。登録番号：07-0019。
細井家住宅門（ほそいけじゅうたくもん）
江戸時代万延2年（1861年）の建築で、木造、鉄板葺。郵便局舎の西に隣接して道に面して建つ棟門。主屋と同時期の建築で、以前は主屋と蔵座敷の間に建っており、藩主、代官、武士などのための門であり一般人は通行しなかった。村名主を務めた家柄をあらわす建物で、大規模農家の屋敷構えの貴重な構成要素である。道路との間にある門に附属する石橋は、絵図によって万延2年より前からあったことが知られる。登録基準：国土の歴史的景観に寄与しているもの。登録番号：07-0020。

## 利用情報（閉館前）
- 営業期間　：　　4月上旬～11月中旬
- 営業時間　：　　10：00～16：00
- 定休日　　：　　不定休

## 交通アクセス
- 福島県南会津郡南会津町大字静川字風下甲175
- 会津鉄道 会津田島駅 より車で15分。
- 会津鉄道 会津田島駅 より 会津バス で約15分 静川下車徒歩1分。